# Denis Kiwanuka Lote
Denis Kiwanuka Lote (Pallisa, 25 de março de 1938 - Kampala, 24 de abril de 2022) foi um clérigo ugandense e arcebispo católico romano de Tororo.
Denis Kiwanuka Lote foi ordenado sacerdote em 19 de dezembro de 1965, após sua formação teológica.
O Papa João Paulo II o nomeou Bispo de Kotido em 20 de maio de 1991. O arcebispo de Kampala, Emmanuel Wamala, consagrou-o bispo em 18 de agosto do mesmo ano; Os co-consagradores foram James Odongo, Bispo Militar de Uganda e Bispo de Tororo, e Paul Lokiru Kalanda, Bispo de Fort Portal.
Foi nomeado arcebispo de Tororo em 27 de junho de 2007 e tomou posse em 14 de setembro do mesmo ano. O Papa Francisco aceitou sua aposentadoria em 2 de janeiro de 2014.
Denis Kiwanuka Lote morreu em abril de 2022 aos 84 anos no Hospital Nsambay em Kampala.